# Parque provincial Los Ñuñorcos

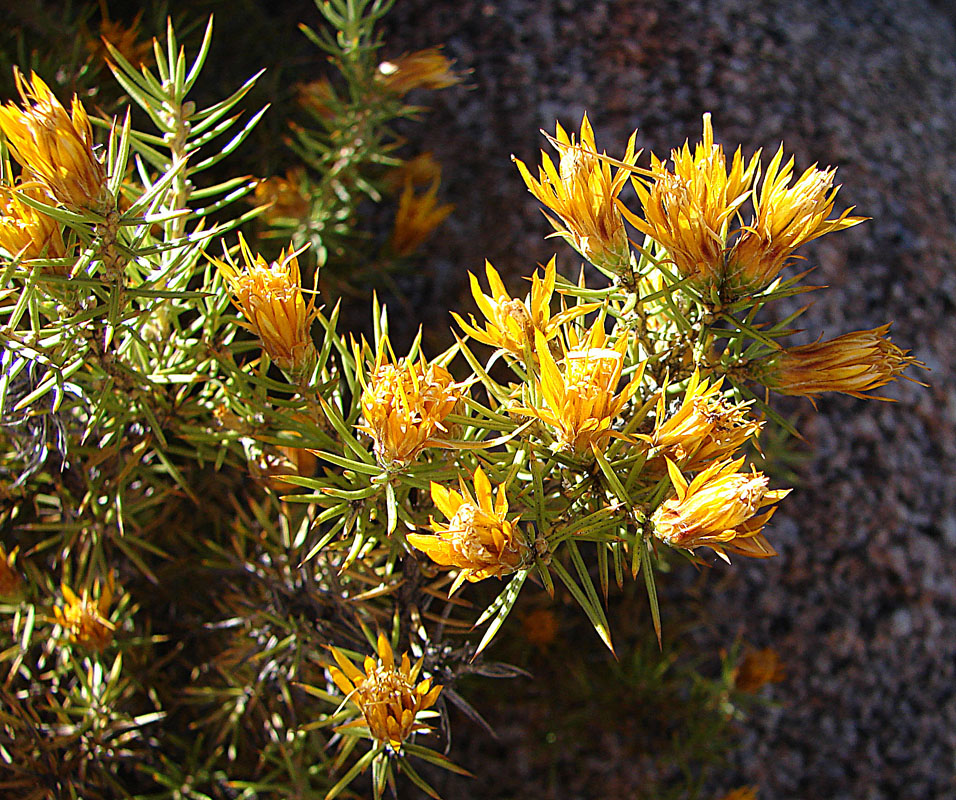
Variedad de Chuquiraga, localmente conocida como "azafrán".

El Parque provincial Los Ñuñorcos es un área protegida situada en el departamento Tafí del Valle, provincia de Tucumán, Argentina. Tiene una superficie de 16 000 ha. que corresponde a la región de las yungas y altoandina en torno aproximadamente a la posición 27°00′S 65°43′O / -27.000, -65.717.

## Características generales
El área protegida fue creada en el año 1965 mediante la ley provincial n.º 3363 del Poder Ejecutivo de Tucumán. En dicho instrumento legal se definieron sus límites tomando en consideración los accidentes geográficos: las cumbres del Ñuñorco Grande y Ñuñorco Chico, la Quebrada del Portugués, el río Los Sosas y el Abra del Rincón.
El parque provincial Los Ñuñorcos limita con la Reserva Quebrada del Portugués y con la Reserva forestal La Florida, formando un conjunto integrado de gran importancia en términos de preservación ambiental.
El parque es una de las áreas importantes para la conservación de las aves en Argentina.

## Toponimia
El parque toma su nombre de los dos altos cerros que son sus puntos más representativos, el Ñuñorco Chico y el Ñuñorco Grande.

El origen de estos nombres es aimara y derivan de la palabra "ñuñu" que significa "seno de mujer", posiblemente en combinación con la voz "uraqi"  que significa "tierra o terreno".

## Topografía
El área del parque se extiende por encima de la cota de 1500 m s. n. m., en un entorno abrupto y accidentado, caracterizado por el afloramiento de grandes bloques graníticos. Los valles y las zonas más bajas de las laderas, están caracterizados por suelos sedimentarios que permiten el desarrollo de pastizales y alisales en algunas quebradas bajas protegidas.

## Flora y fauna
La cobertura vegetal del parque está compuesta por bosquecillos de aliso (Alnus acuminata) y queñoa (Polylepis australis), que hacia las zonas más altas y expuestas derivan en pastizales de aibe (Festuca) y flechilla (Stipa) con la presencia de arbustos adaptados como el  suncho, (una variedad de Baccharis),  micuna (una variedad de Berberis) y el que popularmente es conocido como "azafrán" (una variedad de Chuquiraga), aunque no guarda ninguna relación con la planta de la cual se extrae la especia.
La fauna de la quebrada incluye tarucas (Hippocamelus antisensis), corzuelas coloradas (Mazama americana), pecaríes (Tayassuidae), guanacos (Lama guanicoe) y algunos felinos.

El parque provincial Los Ñuñorcos es un sitio especialmente importante en términos de su riqueza ornitológica y como tal pertenece a las AICAs (áreas importantes para la conservación de las aves) argentinas. Existen registros de la presencia de ejemplares de cóndor andino (Vultur gryphus), palomita de ojos desnudos (Metriopelia morenoi), loro alisero o Amazona tucumana, una especie de colibrí llamado calzadito frentiazul (Eriocnemis glaucopoides), vencejo grande (Cypseloides rothschildi), espartillero estriado (Asthenes maculicauda), churrín cejiblanco (Scytalopus superciliaris), gaucho andino (Agriornis andicola), fiofío plomizo o escandaloso (Elaenia strepera), mirlo acuático (Cinclus schulzi), monterita de Tucumán (Compsospiza baeri), yal colicorto o yal grande (Idiopsar brachyurus) y cerquero amarillo o afrechero ceja amarilla (Atlapetes citrinellus). A esta lista de especies se agregan algunas otras, como el carpintero andino (Colaptes rupicola), el pitajo canela (Ochthoeca oenanthoides), el colibrí puneño (Oreotrochilus estella), el espinero andino (Phacellodomus striaticeps) y el comesebo puneño (Phrygilus dorsalis).

## Patrimonio científico y cultural
En la cumbre del cerro Ñuñorco Grande existen restos arqueológicos que sugieren que pudo haber sido un sitio de ceremonial o de vigilancia dentro de la extensa red del camino del inca.